# Мериан, Маттеус (старший)
Маттеус Мериан Старший (нем. Matthäus Merian der Ältere; 22 сентября 1593, Базель — 19 июня 1650, Бад-Швальбах) — швейцарский живописец, гравёр и издатель.

## Биография
Мериан изучал искусство гравирования на медных досках в Цюрихе, впоследствии работал и учился в Страсбурге, Нанси и Париже, пока в 1615 году не вернулся в Базель. В следующем году он переехал в немецкий Франкфурт, где работал на издателя Иоганна Теодора де Бри, а в 1617 году женился на его дочери Марии Магдалене де Бри (нем. Maria Magdalena de Bry, 1598—1645). В 1620 году они переехали в Базель, а через три года вернулись во Франкфурт, где Мериан унаследовал издательский дом своего тестя после его смерти в 1623 году. В 1626 году Мериан стал горожанином Франкфурта и отныне мог работать как независимый издатель.
В 1647 году родилась дочь Анна Мария Сибилла Мериан, ставшая впоследствии натуралистом и научным иллюстратором. После нескольких лет болезни Маттеус Мериан умер в 1650 году в Бад-Швальбахе близ Висбадена.

## Творчество

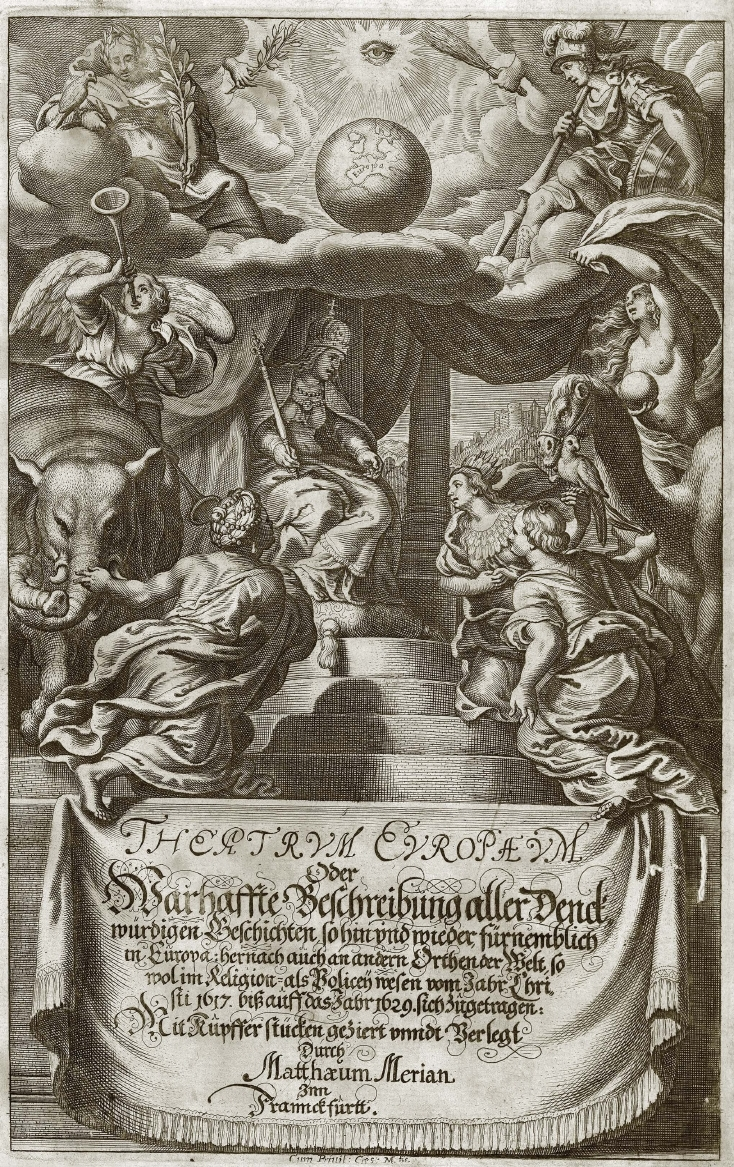
Титульный лист исторического журнала Theatrum europaeum. Франкфурт, 1633

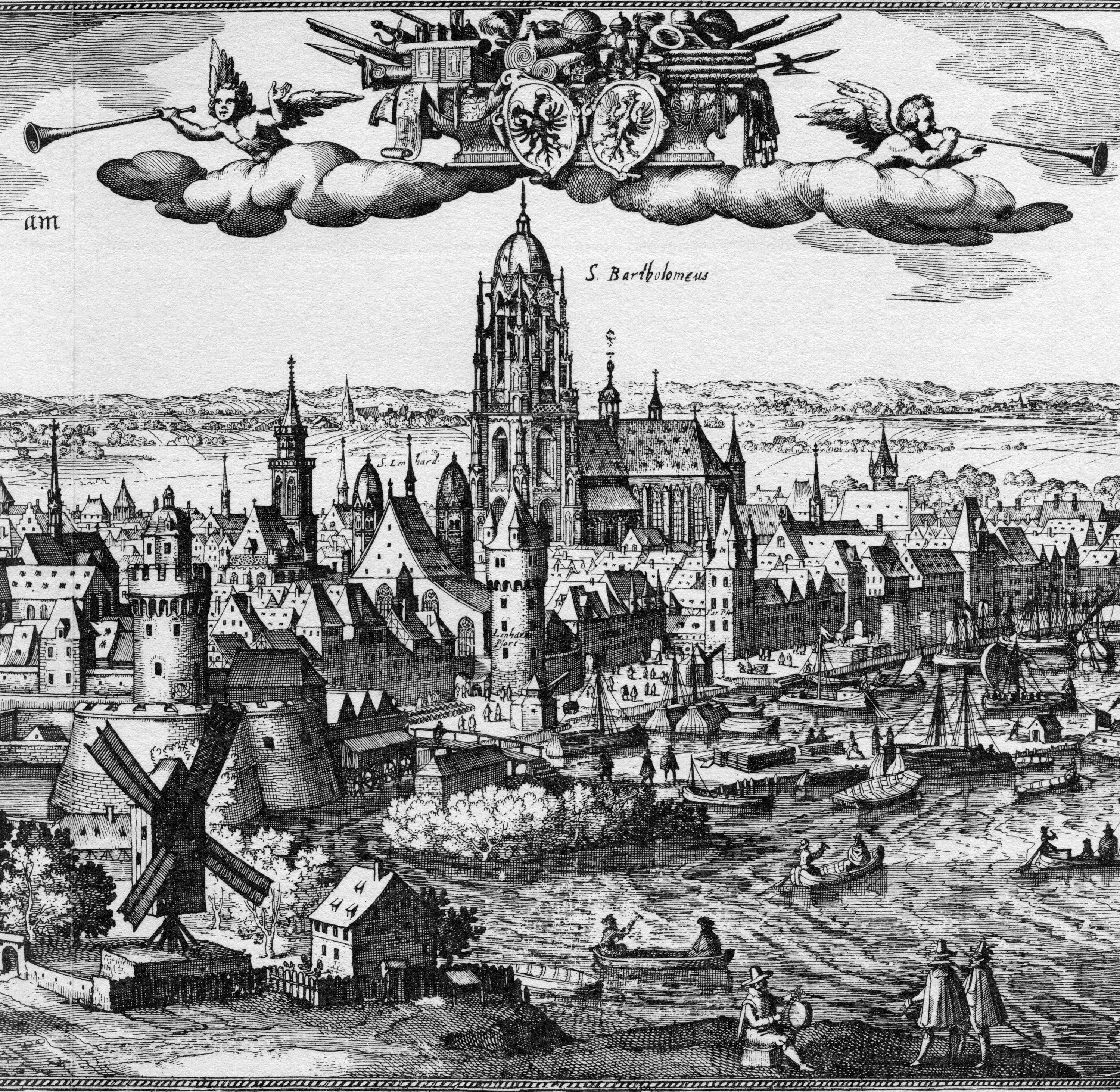
Франкфурт (ок. 1612)

Большую часть жизни Мериан работал во Франкфурте-на-Майне. В ранние годы создавал детальные городские планы в собственном уникальном стиле, например, план города Базель в 1615 году. Вместе с немецким географом Мартином Цайлером и позже (ок. 1640) со своим сыном Маттеусом Мерианом Младшим (1621—1687) создал серию «Topographia Germaniae» (21 тт.), включающую большое количество планов и видов городов, карты многих стран и географическую карту мира. Серия стала очень популярной и многократно переиздавалась. Он также завершил и издал начатые Иоганном Теодором де Бри в 1590 году Grand Voyages и Petits Voyages (путешествия в Америку и западную Индию, а также в восточную Индию). Гравюры Мериана использовались для иллюстрирования исторических трудов историка Готофредуса.
Работа Мериана послужила поводом к изданию Эриком Дальбергом своего труда «Швеция древняя и современная» (1660—1716). В честь Мериана был назван немецкий журнал путешествий «Merian».